# 梅里厄姆 (堪薩斯州)
梅里厄姆（英語：Merriam）是一個位於美國堪薩斯州約翰遜縣的城市。

## 地方資料
根據2020年美國人口普查的數據，梅里厄姆的面積為11.19平方千米，當中陸地面積為11.18平方千米，而水域面積為0.01平方千米。當地共有人口11098人，而人口密度為每平方千米991.78人。